# Ajaraneola
Ajaraneola là một chi nhện trong họ Salticidae.